# 彼得瓦沙勞

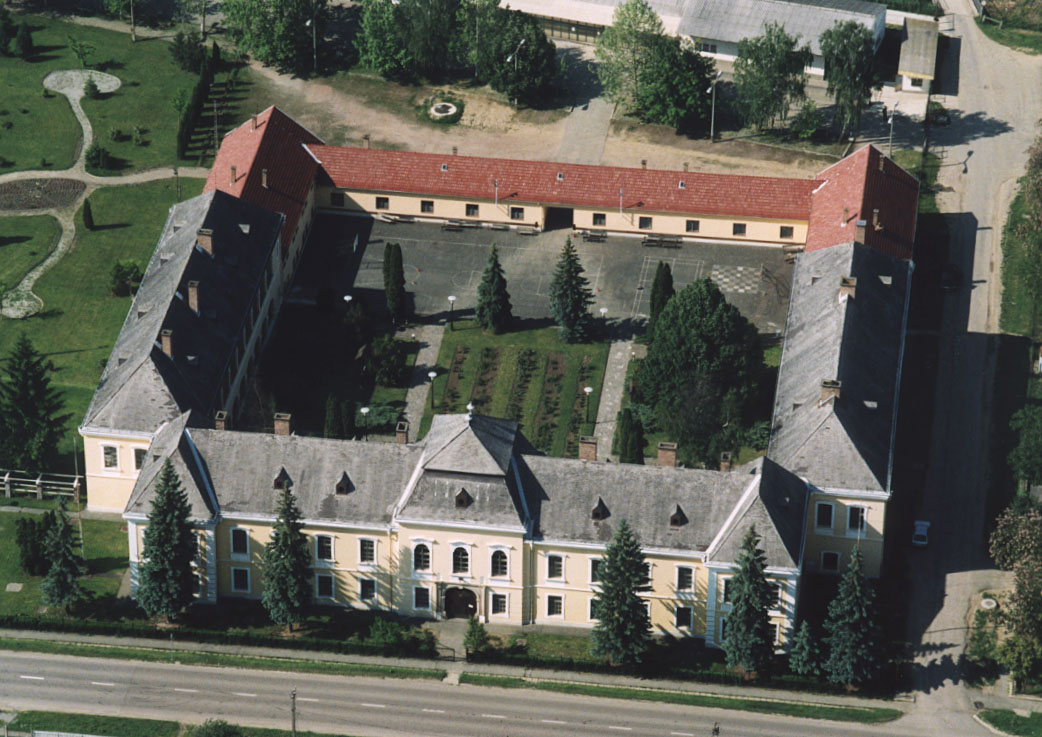

彼得瓦沙勞（匈牙利语：Pétervására）是匈牙利的城鎮，位於該國東北部，毗鄰與斯洛伐克接壤的邊境，由赫維什州負責管轄，面積33.87平方公里，2011年人口2,511，其中約八成居民信奉天主教。